# 3188 Jekabsons
A 3188 Jekabsons (ideiglenes jelöléssel 1978 OM) a Naprendszer kisbolygóövében található aszteroida. Perthi Obszervatórium fedezte fel 1978. július 28-án.